# Grève des casseroles
La grève des casseroles (ou boycott des cours ménagers obligatoires pour jeunes filles) est un mouvement social organisé par un groupe de gymnasiennes et d'apprenties de Bienne, dans le canton de Berne, entre 1979 et 1982. En boycottant les cours ménagers obligatoires pour les jeunes filles, elles visent à supprimer l'obligation de suivre ces cours et à les rendre mixtes.

## Présentation

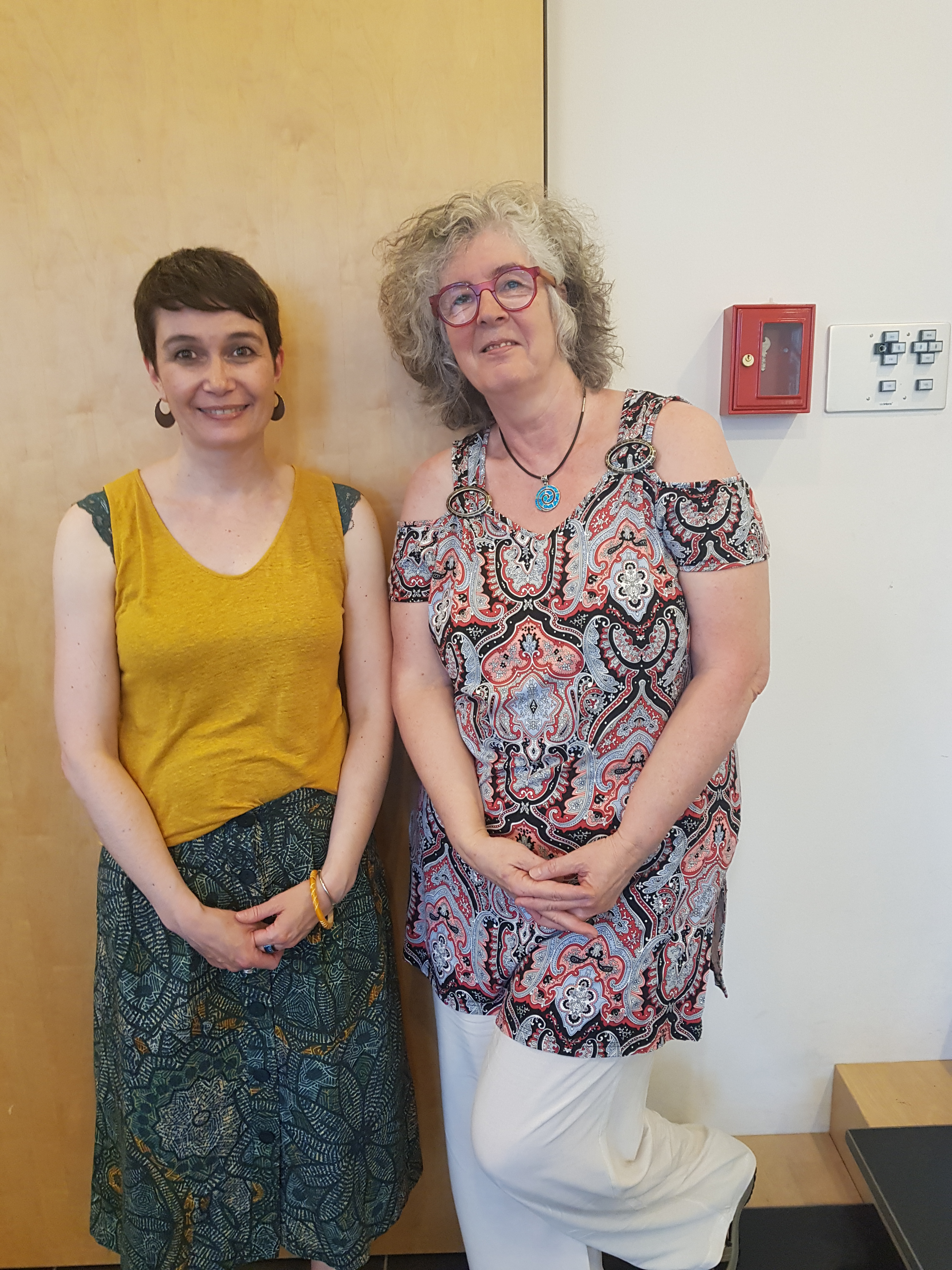
L'historienne Maïté Girardin et de la grève des casseroles en juin 2023.

En 1952, un arrêté du Grand Conseil bernois rend obligatoire un cours ménager postscolaire pour toutes les filles du canton âgées de 16 à 20 ans. Le cours a lieu lors de la pause estivale et dure généralement 180 heures. Pour l'année scolaire 1979-1980 cette obligation concerne 4 537 jeunes femmes alémaniques et 476 romandes dans le canton de Berne. Parmi elles, 115 alémaniques et 119 romandes doivent suivre ce cours dans la ville de Bienne,.
En janvier 1979, dix jeunes filles décident de boycotter le cours ménager à la rentrée de septembre et publient leurs revendications dans une lettre ouverte. Elles réunissent 2 000 signatures et déposent une pétition auprès du gouvernement bernois. Malgré leur procès ainsi que l'amende qui leur est infligée à la suite du boycott, deux autres volées de boycotteuses prennent la relève lors des rentrées 1980 et 1981, et d'autres régions de Suisse rejoignent le mouvement. Finalement, les autorités cantonales bernoises réorganisent les plans d'étude et rendent les cours d'économie familiale obligatoires aussi pour les garçons dès 1984.

## Les événements

### Dates clés du mouvement
| Date              | Événement |
| ----------------- | --- |
| 25 janvier 1979   | Le comité contre le cours ménager est créé. |
| 20 février 1979   | Une lettre ouverte est publiée pour annoncer le boycott du cours ménager de 1979. |
| Février-août 1979 | Plusieurs motions et questions sur les cours ménagers sont déposées au Grand Conseil bernois. |
| 10 septembre 1979 | Le boycott commence, accompagné d'une manifestation de solidarité à Bienne. Une pétition comportant 2 000 signatures est déposée auprès du gouvernement bernois. |
| 14 novembre 1979  | En réponse à la pétition, le gouvernement bernois déclare que les boycotteuses devraient être sanctionnées conformément à la loi en vigueur pour leur refus de suivre les cours, en attendant une éventuelle modification de celle-ci. |
| 20 mars 1980      | Les boycotteuses sont convoquées pour un premier interrogatoire devant le président du Tribunal de première instance. |
| 25 mars 1980      | Un comité de soutien qui rassemble diverses organisations politiques est mis en place. |
| 27 août 1980      | Une manifestation en soutien aux boycotteuses a lieu dans la ville de Bienne,. |
| 28 août 1980      | Les boycotteuses sont jugées et condamnées par le Tribunal de première instance à une amende de 90 francs et à des frais de 100 francs chacune,. |
| Septembre 1980    | Une deuxième volée de boycotteuses refuse de suivre les cours à la rentrée. |
| 10 septembre 1980 | Une lettre ouverte est publiée dans laquelle les boycotteuses annoncent leur détermination à ne pas renoncer. |
| 21 février 1981   | Dans le Jura, un comité d'action contre les cours ménagers voit le jour en réponse à la peine de prison infligée à une jeune boycotteuse. |
| 14 juin 1981      | Le nouvel alinéa 2 de l'article 4 de la Constitution fédérale selon lequel « L'homme et la femme sont égaux en droit. La loi pourvoit à l'égalité, en particulier dans les domaines de la famille, de l'instruction et du travail. Les hommes et les femmes ont droit à un salaire égal pour un travail de valeur égale. » est accepté en votation populaire. |
| Juillet 1981      | Le boycott s'étend à Zurich, avec un nombre croissant de personnes qui choisissent de participer à cette action de protestation. |
| Septembre 1981    | Une troisième volée de boycotteuses refuse de suivre le cours à Bienne. |
| Février 1982      | Les boycotteuses de la deuxième volée se voient imposer une amende de 90 francs chacune. |
| 17 février 1982   | Le Grand Conseil décide d'abolir l'obligation des cours à partir du 1er août 1982, cependant, les boycotteuses ne sont pas satisfaites de cette mesure. |
| 20 août 1982      | La deuxième volée de boycotteuses est jugée une seconde fois et acquittée lors du procès. |

### Origines du boycott
Le 25 janvier 1979, environ cinquante gymnasiennes et apprenties participent à la première réunion officielle contre le cours ménager obligatoire. À l'issue de celle-ci, un nouveau comité se forme. Il publie le communiqué de presse suivant :
"Non au cours ménager obligatoire.
Considérant que ce cours tend à renforcer l'oppression de la femme en la confinant dans son rôle de mère au foyer, des gymnasiennes et apprenties ont fondé un groupe dont le but est l'abolition de l'actuel cours ménager obligatoire.
Lors de la première séance publique organisée par notre groupe le 25 janvier 1979, les personnes présentes (plus d'une cinquantaine de filles) ont décidé de lancer une pétition exigeant de rendre le cours ménager mixte et facultatif.

Tout en saluant la déposition tout dernièrement d'une motion parlementaire au Grand Conseil bernois par le groupe « Demokratische Alternative » (motion ayant pour but d'inclure le cours actuel dans les heures scolaires tout en le rendant mixte), nous annonçons d'ores et déjà notre intention d'organiser le boycott du cours ménager 1979 ainsi que d'éventuellement faire recours au Tribunal fédéral en nous appuyant sur le fait que ce cours (n'existant pas dans la majorité des cantons) est incompatible avec l'article 4 de la Constitution fédérale garantissant l'égalité des droits entre l'homme et la femme."
Conformément à ce qui est mentionné dans ce communiqué de presse, le comité lance une pétition qui rassemble plus de deux mille signatures.

### Liens avec les autres luttes et comité de soutien
Le 8 mars 1980, à l'occasion de la journée internationale des droits des femmes, les boycotteuses publient un communiqué pour placer leur combat dans le contexte plus large de toutes les discriminations visant les femmes et faire le lien avec les autres luttes. Après un premier interrogatoire au tribunal[Lequel ?], le groupe annonce la création d'un comité de soutien. Il est composé de plusieurs organisations et de deux conseillère nationales, Amélia Christinat et Ruth Mascarin.
Selon un article publié dans Les Nouvelles Annales Biennoises, l'avocate des jeunes filles en boycott, maître Catherine Zulauf, ainsi qu'un des membres du groupe, Caroline Strasser, soulignent que « l'obligation [...] de suivre un cours ménager ne représente sans doute qu'une discrimination somme toute peu importante, face aux nombreuses injustices sociales dont sont victimes les femmes ». Elle est pourtant « une discrimination exemplaire par la réflexion qu'elle peut susciter ».

### Réponse du gouvernement bernois
Dans sa réponse à la pétition déposée par le comité biennois, le Conseil-exécutif du canton de Berne souligne que des efforts sont faits pour améliorer le cours. Il rappelle aussi que boycotter le cours est contraire à la loi. En réaction, le comité publie un communiqué dans lequel il regrette que le gouvernement ne se soit pas prononcé sur la possibilité de rendre le cours mixte et facultatif. Le Conseil-exécutif inflige une amende aux membres du comité. Elles refusent de la payer tout en sachant qu'elles s'exposent à un procès.

### Premier procès
Deux jours avant leur procès, les boycotteuses organisent une conférence de presse. De nombreux médias suisses et internationaux y participent. Le lendemain, elles manifestent dans la rue « armées de casseroles, de balais, de plumeaux, vêtues d'un tablier de cuisine et d'un foulard ».
Le procès se déroule le 28 août 1981, en présence de plusieurs centaines de personnes. Sur les dix jeunes femmes qui ont boycotté le cours, sept seulement ont été dénoncées, dont trois sont absentes le jour du procès. Elles sont donc quatre à se présenter au tribunal. Leur avocate réclame l'acquittement, en s'appuyant sur l'article de la Constitution qui dispose que tous les êtres humains sont égaux devant la loi. Malgré cela, leur amende de 90 francs est confirmée par le tribunal, à laquelle sont ajoutés 100 francs pour chacune des prévenues.
Quelques jours plus tard, le comité publie un communiqué pour expliquer qu'il renonce à déposer un recours contre la décision du tribunal, afin de concentrer ses efforts sur la suite du combat.

### Deuxième volée de boycotteuses
Lors de la rentrée de septembre 1980, un deuxième groupe de jeunes femmes décide de poursuivre la lutte pour le cours mixte et facultatif. Le même mois, l'Association suisse pour le suffrage féminin paye l'amende et les frais de justice des premières boycotteuses. En plus du soutien financier bienvenu, le mouvement gagne par là le soutien et la reconnaissance d'organisations institutionnalisées et de personnalités reconnues.
En décembre de la même année, quelque 150 manifestants protestent à Berne contre l'école ménagère obligatoire.

### Abrogation de l'arrêté de 1952
Le 17 février 1982, le Grand conseil bernois décide après de longs débats d'abroger l'arrêté de 1952 qui rend les cours ménagers obligatoires pour toutes les filles âgées de 16 à 20 ans. Cependant, le parlement cantonal laisse aux communes la possibilité de rendre les cours ménagers obligatoires pour les jeunes filles qui vivent sur leur territoire. Les boycotteuses ne sont pas satisfaites par cette décision. Elles réclament encore un cours mixte et facultatif.
L'Organisation pour la cause des femmes recourt contre l'arrêté du gouvernement bernois devant le Tribunal fédéral. Elle estime qu'il est contraire à la Constitution, puisqu'il laisse aux communes la possibilité de rendre les cours ménagers obligatoires pour les filles. En décembre 1982, le Tribunal fédéral décide que le recours est irrecevable. Il estime que seules des personnes domiciliées dans les communes ayant introduit l'obligation de suivre les cours seraient légitimées à recourir contre cette décision, mais aucune commune n'a introduit une telle obligation.

### Deuxième procès
En 1982, la deuxième volée de boycotteuses est condamnée à une amende de 90 francs chacune. Les jeunes filles contestent l'amende et leur procès au tribunal de district de Bienne s'ouvre le 20 août 1982. L'avocate des boycotteuses, maître Catherine Zulauf, avance que l'arrêté cantonal du 17 février 1982, qui a mis fin aux cours obligatoires à partir du 1er août 1982, devrait s'appliquer au boycott de 1980 en vertu du principe de la lex mitior. Elle plaide également que l'obligation des cours ménagers est contraire à la Constitution depuis que l'article 4 a été révisé en 1981. Le juge, Hans Stöckli, décide d'acquitter les jeunes filles, qui doivent cependant payer les frais de procédure (50 francs chacune).

### Cours d'économie familiale mixtes
Après l'abrogation de l'arrêté de 1952 par le Grand conseil bernois le 17 février 1982, la Direction de l'instruction publique du canton démarre un travail de réorganisation des cours ménagers. Dès 1984, les nouveaux plans d'études prévoient que « l'organisation et les contenus de l'enseignement sont identiques en primaire et en secondaire et pour les élèves des deux sexes ». En février 1984, un député agrarien dépose une motion au Grand conseil bernois, dans laquelle il s'oppose à l'obligation pour les garçons de suivre des cours d'économie familiale. En réponse à la motion, le gouvernement cantonal explique notamment « que des connaissances de base en matière de logement, d'alimentation et d'habillement sont indispensables à tous les jeunes d'aujourd'hui et de demain » et que l'obligation pour les garçons de suivre ces cours souligne « un principe de la vie en commun de l'homme et de la femme, qui veut que les responsabilités familiales soient assumées en commun par les conjoints ». La majorité du Grand conseil rejette la motion.

## Réactions des médias et du corps enseignant
Quelques jours après la publication du premier communiqué de presse du comité, le Journal du Jura publie un article sur le sujet. L'auteur de l'article souligne les difficultés rencontrées par certaines apprenties pour se libérer afin d'assister au cours et le risque de devoir payer une amende de 200 francs pour toute personne qui ne s'y présente pas.

Le ou la journaliste remarque que cet enseignement  est sujet à des critiques depuis un certain temps et souligne que bien qu'il permette d'acquérir des connaissances utiles, il est :
entièrement basé sur le schéma classique selon lequel la femme est la seule responsable du ménage et de toutes les tâches qu'il engendre [...]. Il n'y a pas de place pour l'homme en dépit du courant actuel qui tend à lui faire jouer un rôle jusqu'ici exclusivement réservé aux femmes.
L'auteur s'interroge ensuite sur la forme à donner à ces cours, à savoir s'ils devraient être mixtes et facultatifs, comme le demandent les boycotteuses, ou intégrés à la scolarité obligatoire, comme c'est le cas dans le canton de Neuchâtel. Il souligne également que le Grand Conseil bernois examinera prochainement deux interventions parlementaires sur le même sujet.
De nombreux autres médias prennent contact avec les boycotteuses.

Les enseignants directement concernés par l'action des jeunes femmes réagissent plutôt favorablement à leur mouvement de protestation. En effet, dès le mois de mars 1979, un groupe d'enseignants du syndicat des services publics (SSP-VPOD) déclare publiquement dans Le Journal du Jura, son soutien à cette cause :
Le groupe enseignants VPOD apporte son soutien total à la pétition lancée par un groupe de gymnasiennes et apprenties pour demander la suppression du caractère obligatoire du cours ménager à la fin de la scolarité pour les jeunes filles et son remplacement par un cours mixte et facultatif, ainsi que le paiement du salaire et la protection contre le licenciement pour les apprenties obligées de suivre actuellement le cours.
Il ajoute soutenir « l'action de boycott de cours, lancée cette année, pour appuyer ces revendications ». Il a constaté que « le problème posé soulève une série de questions fondamentales liées à la fonction de l'institution scolaire dans la transmission de la division traditionnelle des rôles entre hommes et femmes dans la société actuelle ».
Le groupe d'enseignants mentionne également qu'un groupe de travail étudie la question des cours distincts réservés soit aux garçons, soit aux filles. Cependant, il tient à souligner que « l'institution d'un cours ménager mixte et facultatif ne doit pas porter atteinte à la sécurité de l'emploi des enseignantes qui donnent cours et qui sont souvent considérées en marge du corps enseignant et traitées comme telles ».
À l'été 2005, l'historienne Maïté Girardin mène des entretiens avec six enseignantes d'école ménagère ayant donné des cours à l'époque de la grève des casseroles. Il ressort de ces entretiens que la plupart des enseignantes soutenaient l'initiative des boycotteuses. Cependant, certaines enseignantes plus attachées aux traditions désapprouvaient la grève. L'une d'elles déclare en 2005 que « ces jeunes filles voulaient certainement plus de vacances et que c'était pour cela qu'elles avaient mené une telle campagne ».

## Impact au niveau national
En novembre 1980, le mouvement s'étend au canton du Jura, où des étudiantes du lycée cantonal de Porrentruy refusent à leur tour de fréquenter le cours ménager obligatoire. Aidées par des juristes, elles lancent une pétition et adressent leurs doléances au Bureau de la condition féminine.

Le 21 février 1981, avec le soutien des boycotteuses biennoises, un comité d'action jurassien contre les cours ménagers se forme en réponse à l'emprisonnement d'Agnès Montavon, une jeune femme n'ayant pas terminé l'école complémentaire ménagère. Son histoire est largement médiatisée dans toute la Suisse à la suite de la lettre ouverte qu'elle publie dans le quotidien le Pays le 10 février 1981 :
"[…] j'ai été condamnée à 223 francs d'amende pour n'avoir pas pu terminer régulièrement l'École complémentaire ménagère. Lisant par hasard la Feuille officielle de la République et le Canton du Jura, j'ai appris que j'étais condamnée à 6 jours d'arrêts au château de Porrentruy. […] Je me permets donc d'écrire ces quelques lignes  pour suggérer aux filles concernées par ce problème de se retrouver samedi 21 février, à 14 heures, au Restaurant du Soleil, à Porrentruy. Ensemble, nous pourrons peut-être aider les Autorités compétentes à trouver une solution digne d'un État prétendument progressiste. […] Maintenant, […], je n'ose plus traverser la rue de mon village. Ma photo a paru dans plusieurs journaux, et les gens me reconnaissent. Même à Delémont, où je recherche du travail, je suis "la boycotteuse": j'ai beau avoir un diplôme de vendeuse, un magasin qui en cherchait une ne m'a plus donné de nouvelles depuis que j'ai donné mon nom… "
Le comité d'action jurassien annonce le boycott du cours et demande la suppression de toute sanction. Le 12 mars 1981, une ordonnance relative à l'enseignement de l'économie familiale post-scolaire, proposée par le Bureau de la condition féminine et adoptée par le gouvernement jurassien, entre en vigueur. Marie-Josèphe Lachat, cheffe du Bureau de la condition féminine à l'époque des faits, explique au sujet de cette nouvelle ordonnance :
« Deux solutions pourront résoudre dans la pratique les cas des jeunes filles qui n'auront pas suivi, à l'âge de 20 ans, les cours ménagers : soit une prolongation de délai pour les suivre, soit l'octroi de dispenses "pour des motifs particuliers" par l'inspectrice d'économie familiale [...] dans la pratique cela signifie que la liste des absences non justifiées à ces cours ne sera plus directement transmise de la commission au juge qui, appliquant la loi, condamne à une amende et, si besoin est, à sa conversion en arrêts, mais sera d'abord "visée" par l'inspectrice qui aura elle-même la compétence d'accorder une dispense, ou un délai ».
Entre 1980 et 1982, d’autres villes et cantons sont touchés par le boycott. Des comités en ville de Berne et dans le canton de Zurich entament des démarches légales.

## Postérité
En 2009, l'historienne jurassienne Maïté Girardin s'intéresse à l'histoire de la grève des casseroles pour son mémoire de licence à l'Université de Neuchâtel. Elle publie le résultat de ses recherches en juin 2021 dans un numéro de la revue Intervalles.
En juin 2023, une table ronde est organisée à la Bibliothèque de Bienne sur cette thématique en mettant en relation les protagonistes de l'époque, les traces laissées dans les archives et la recherche historique,, suivi d'un atelier Wikipédia à la Bibliothèque de Bienne.